# Film in 1982
Dit artikel gaat over de film in het jaar 1982.

## Succesvolste films
De tien films uit 1982 die het meest opbrachten.
| Rang | Titel                               | Distributeur       | Opbrengst wereldwijd |
| ---- | ----------------------------------- | ------------------ | -------------------- |
| 1    | E.T. the Extra-Terrestrial          | Universal Pictures | $ 792.910.554        |
| 2    | Tootsie                             | Columbia Pictures  | $ 177.200.000        |
| 3    | An Officer and a Gentleman          | Paramount Pictures | $ 129.795.554        |
| 4    | Rambo: First Blood                  | Orion Pictures     | $ 125.212.904        |
| 5    | Rocky III                           | MGM                | $ 124.146.897        |
| 6    | Porky's                             | 20th Century Fox   | $ 105.492.483        |
| 7    | Star Trek II: The Wrath of Khan     | Paramount Pictures | $ 78.912.963         |
| 8    | 48 Hrs.                             | Paramount Pictures | $ 78.868.508         |
| 9    | Poltergeist                         | MGM                | $ 76.606.280         |
| 10   | The Best Little Whorehouse in Texas | Universal Pictures | $ 69.701.637         |

## Lijst van films
- 1990: I guerrieri del Bronx
- 48 Hrs.
- De Aardwolf
- Airplane II: The Sequel
- Allemaal tuig!
- Amityville II: The Possession
- Annie
- Attack Force Z
- Het beest
- Best Friends
- The Best Little Whorehouse in Texas
- Blade Runner
- Blood Tide
- De boezemvriend
- Brezjnev
- Ça va faire mal !
- Cat People
- Chan Is Missing
- Colegas
- Comeback
- Conan the Barbarian
- Cosmic Princess
- Creepshow
- Het dak van de walvis
- The Dark Crystal
- Death Wish II
- Deathtrap
- Diner
- E.T. the Extra-Terrestrial
- Eating Raoul
- L'étoile du nord
- Fanny och Alexander
- Fantasy Mission Force
- Fast Times at Ridgemont High
- Firefox
- Fitzcarraldo
- Frances
- Friday the 13th Part III
- Gandhi
- Le Gendarme et les Gendarmettes
- Grease 2
- Halloween III: Season of the Witch
- Hit Man (ook bekend als Jugando con la muerte)
- Inchon
- Inside the Third Reich
- The King of Comedy
- Kiss Me Goodbye
- Koyaanisqatsi
- Laberinto de pasiones
- Let's Spend the Night Together
- Lie tou (ook bekend als The Head Hunter)
- Little Gloria... Happy at Last
- Luger
- Manhattan Baby
- A Midsummer Night's Sex Comedy
- Missing
- Night Shift
- La Nuit de Varennes
- An Officer and a Gentleman
- La Passante du Sans-Souci
- Pepi, Luci, Bom y otras chicas del montón
- Pink Floyd: The Wall
- The Pirate Movie
- Poltergeist
- Porky's
- Pruimenbloesem
- Q (ook bekend als Q: The Winged Serpent)
- Querelle
- Rambo: First Blood
- Rocky III
- Running on Empty
- Savannah Smiles
- The Scarlet Pimpernel
- The Secret of NIMH
- Die Sehnsucht der Veronika Voss
- De smaak van water
- Sophie's Choice
- Spring Fever
- Sprong naar de liefde
- Star Trek II: The Wrath of Khan
- De stilte rond Christine M.
- Swamp Thing
- Tag: The Assassination Game
- The Thing
- Time Walker (ook bekend als Being from Another Planet)
- Tootsie
- The Toy
- Trail of the Pink Panther
- Tron
- Van de koele meren des doods
- The Verdict
- Het verleden
- Victor Victoria
- Vincent
- The World According to Garp
- The Year of Living Dangerously
- Yes, Giorgio
- Een zwoele zomeravond

1870-1879 · 1880-1889 · 1890 · 1891 · 1892 · 1893 · 1894 · 1895 · 1896 · 1897 · 1898 · 1899 · 1900 · 1901 · 1902 · 1903 · 1904 · 1905 · 1906 · 1907 · 1908 · 1909 · 1910 · 1911 · 1912 · 1913 · 1914 · 1915 · 1916 · 1917 · 1918 · 1919 · 1920 · 1921 · 1922 · 1923 · 1924 · 1925 · 1926 · 1927 · 1928 · 1929 · 1930 · 1931 · 1932 · 1933 · 1934 · 1935 · 1936 · 1937 · 1938 · 1939 · 1940 · 1941 · 1942 · 1943 · 1944 · 1945 · 1946 · 1947 · 1948 · 1949 · 1950 · 1951 · 1952 · 1953 · 1954 · 1955 · 1956 · 1957 · 1958 · 1959 · 1960 · 1961 · 1962 · 1963 · 1964 · 1965 · 1966 · 1967 · 1968 · 1969 · 1970 · 1971 · 1972 · 1973 · 1974 · 1975 · 1976 · 1977 · 1978 · 1979 · 1980 · 1981 · 1982 · 1983 · 1984 · 1985 · 1986 · 1987 · 1988 · 1989 · 1990 · 1991 · 1992 · 1993 · 1994 · 1995 · 1996 · 1997 · 1998 · 1999 · 2000 · 2001 · 2002 · 2003 · 2004 · 2005 · 2006 · 2007 · 2008 · 2009 · 2010 · 2011 · 2012 · 2013 · 2014 · 2015 · 2016 · 2017 · 2018 · 2019 · 2020 · 2021 · 2022 · 2023 · 2024 · 2025